# Miguel Littin
Miguel Ernesto Littin Cucumides (Palmilla, provincia de Colchagua, 9 de agosto de 1942) es un director de cine y televisión, guionista, escritor y político chileno de orígenes palestino y griego. Fue elegido consejero constitucional para el proceso constituyente de 2023.

## Biografía
Littin nació en Palmilla, Departamento de Santa Cruz, Provincia de Colchagua, hijo de Hernán Littin González y Cristina del Carmen Cucumides Argomedo. Su hermana María Cristina fue concejala de Palmilla entre los años 2000 y 2004. Sus tíos eran archimandritas de la iglesia ortodoxa.
Estudió en el Instituto Regional Federico Errázuriz (IRFE) de Santa Cruz, y luego estudió teatro en la Escuela de Arte Dramático de la Universidad de Chile y trabajó como director de televisión en el canal de su alma máter.
Sobre el ámbito religioso, Littin declaró ser agnóstico.
Fue amigo cercano del escritor colombiano Gabriel García Márquez, a quien conoció en el año 1974 en un café de París.

### Matrimonio e hijos
Se casó el 22 de noviembre de 1965 en Providencia, Santiago, con Gladys Elizabeth Menz Guzmán. Juntos tuvieron tres hijos, Cristina, Miguel Ioann y Catalina.

### Vida pública
En 1963 empezó a trabajar en cinematografía como asistente de dirección de Yo tenía un camarada, la primera película de Helvio Soto, director con el que también colaboró como actor en la cintas El analfabeto (1965), Ana (del mismo año) y Mundo mágico (este último, un episodio del largometraje El ABC del amor, de 1966).
Debutó como director con Por la tierra ajena (1965). Este filme, basado en una canción de Patricio Manns, aborda el tema de la pobreza y la infancia con una estética influenciada por Dziga Vertov en el montaje de Fernando Bellet.
Su consagración llegó cuatro años más tarde, con su primer largometraje con El Chacal de Nahueltoro. Memoria Chilena destaca que "la película impactó a Chile no solo en términos de taquilla, sino también en términos sociales y políticos. En la obra, Littin denuncia la marginalidad del campesinado y el absurdo accionar de la justicia".
En 1971, cuando Salvador Allende asumió el poder, designó a Littin presidente del directorio de la empresa estatal Chilefilms. Durante esos años del gobierno de la Unidad Popular, junto con sus labores ejecutivas, realizó algunos documentales y el largometraje La tierra prometida, que sería terminada y estrenada en el exilio.
A raíz del golpe militar de septiembre de 1973 —que, encabezado por el general Augusto Pinochet derrocó al presidente socialista Salvador Allende— y el establecimiento de la posterior dictadura, tuvo que salir exiliado ese mismo año, primero a México y posteriormente a España. 
En 1976 ganó el Premio Ariel a la mejor dirección por su película Actas de Marusia (1975) y fue nominado dos veces en el Festival Internacional de Cine de Cannes al galardón de la mejor película por esta cinta y El recurso del método (1978), y a los Óscar correspondientes a 1975 y 1982 como mejor película extranjera, por la primera y Alsino y el cóndor, producciones de México y Nicaragua, respectivamente.
En 1985 Littin regresó clandestinamente a Chile para filmar una crónica sobre la dictadura que se llamó Acta general de Chile y fue estrenada al año siguiente. Este documental inspiró a Gabriel García Márquez a escribir Las aventuras de Miguel Littin clandestino en Chile, libro que se transformó rápidamente en un superventas. 
Posteriormente, retornó a la temática latinoamericana con Sandino de 1991 y tres años más tarde dirigió Los náufragos. 
En 2000 retomó el estilo de epopeya popular con Tierra del Fuego.
Nueve años después estrenó Dawson. Isla 10, documental basado en las memorias homónimas de Sergio Bitar sobre ese famoso campo de concentración chileno.

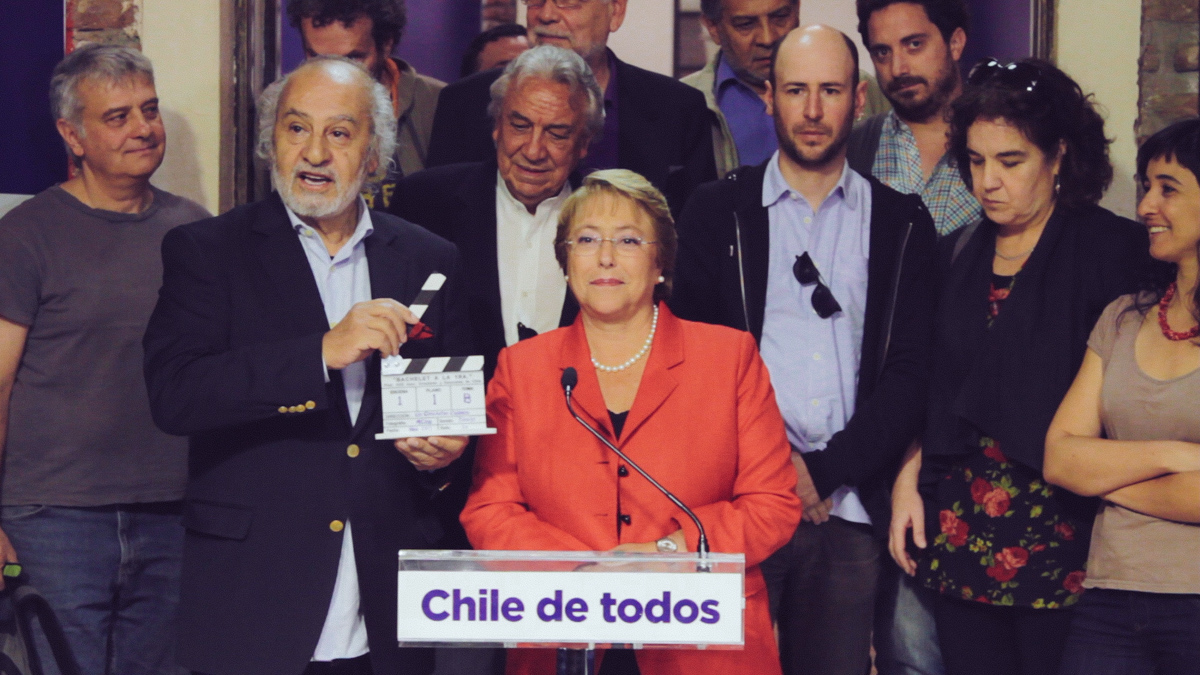
Littin hace uso de la palabra durante un encuentro con la presidenta Bachelet en 2013

Ha escrito dos novelas —El viajero de las 4 estaciones (1990), la historia de su abuelo materno griego, y El bandido de los ojos transparentes (1999)—, así como también los guiones de varias de sus películas. 
Miguel Littin es el clásico ejemplo del cineasta comprometido y militante histórico del Partido Socialista de Chile, buscando narrar las aventuras y sufrimientos del pueblo chileno y latinoamericano.
Fue director académico en la Escuela de Cine de Chile y en 2016 asumió la dirección del Instituto de Altos Estudios Audiovisuales en la Universidad de O'Higgins, en Rancagua.

### Trayectoria política
Littin ha sido militante del Partido Socialista de Chile desde la década de 1980. Tras el retorno a la democracia, se presentó en las elecciones municipales de 1992 como candidato a Alcalde por la comuna de Palmilla, su ciudad natal, donde ganó con un 28,69% de los votos válidos. Se desempeñó en el cargo hasta 1994, cuando por acuerdo del Concejo Municipal, dejó la alcaldía para terminar el período como concejal. En las elecciones de 1996, fue reelecto como alcalde para el periodo 1996-2000.
En las elecciones de consejeros constitucionales de Chile de 2023, se presentó como candidato para integrar el Consejo Constitucional en representación de la 8.ª Circunscripción (Región de O'Higgins), obteniendo el escaño. Por ser el consejero de mayor edad, Littin fue presidente provisional del Consejo Constitucional, ejerciendo como tal en su sesión instalatoria, el 7 de junio de 2023, tomando la aceptación del cargo del resto de consejeros.

## Filmografía

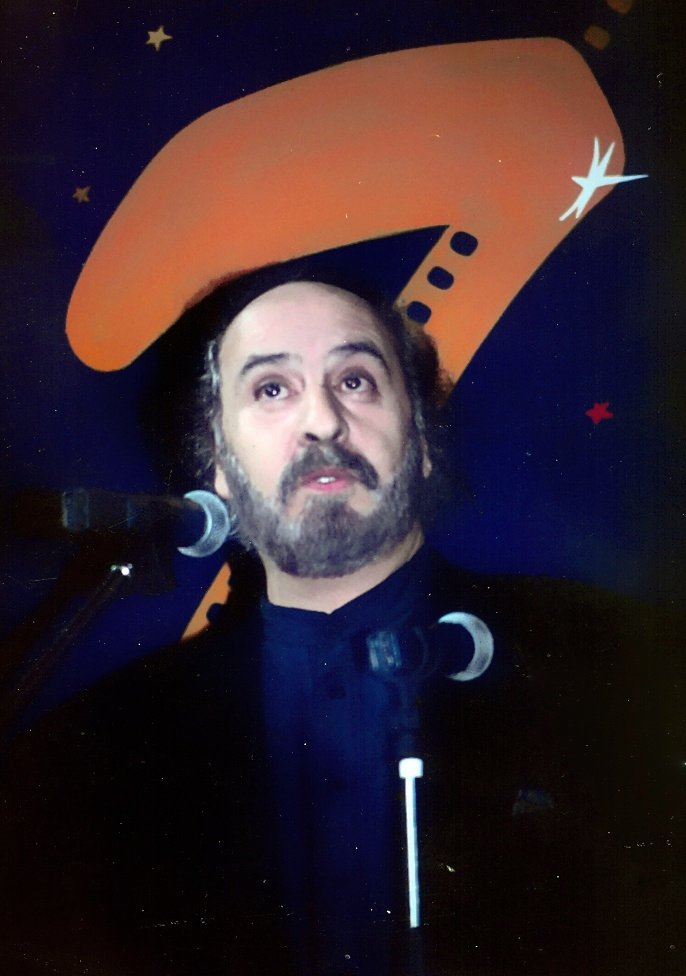
Littin presenta Los náufragos en el FICVIÑA 1994.

| Año  | Título                                |
| ---- | ------------------------------------- |
| 1965 | Por la tierra ajena                   |
| 1969 | El Chacal de Nahueltoro               |
| 1971 | Compañero Presidente (documental)     |
| 1973 | La tierra prometida                   |
| 1974 | Actas de Marusia (México)             |
| 1978 | El recurso del método (Cuba)          |
| 1980 | La viuda de Montiel (Colombia-México) |
| 1981 | Alsino y el cóndor (Nicaragua)        |
| 1986 | Acta general de Chile (documental)    |
| 1989 | Sandino                               |
| 1994 | Los náufragos                         |
| 1998 | El duelo                              |
| 1998 | Aventureros del fin del mundo         |
| 1999 | Cinco marineros y un ataúd verde      |
| 2000 | Tierra del Fuego                      |
| 2002 | Crónicas palestinas (documental)      |
| 2002 | El abanderado                         |
| 2005 | La última luna                        |
| 2009 | Dawson. Isla 10                       |
| 2014 | Allende en su laberinto               |

## Premios
| Año  | Película              | Evento                                      | Premio/Categoría                   |
| ---- | --------------------- | ------------------------------------------- | ---------------------------------- |
| 1976 | Actas de Marusia      | Premio Ariel                                | Ariel de Oro-Mejor Película        |
| 1976 | Actas de Marusia      | Premio Ariel                                | Ariel Mejor Guion                  |
| 1976 | Actas de Marusia      | Festival de Cine Iberoamericano de Huelva   | Colón de Oro-Público               |
| 1980 | La viuda de Montiel   | Festival de Cine Iberoamericano de Huelva   | Colón de Oro                       |
| 1983 | Alsino y el cóndor    | Festival Internacional de Cine de Moscú     | San Jorge de Oro                   |
| 1986 | Acta general de Chile | Festival Internacional de Cine de Venecia   | Premio Fipresci (mención honrosa)  |
| 1986 | Acta general de Chile | Festival Internacional de Cine de Venecia   | Medalla de Oro del Senado italiano |
| 1986 | Acta general de Chile | Festival Internacional de Cine de Venecia   | Premio «Espacio libre del Autor»   |
| 1994 | Los náufragos         | Festival de Cine de Cartagena (España)      | Kikito de Oro al mejor guion       |
| 2005 | La última Luna        | Festival de Cine Iberoamericano de Huelva   | Colón de Plata al mejor director   |
| 2006 | La última Luna        | Festival Internacional de Cine de Cartagena | India Catalina de Oro              |

## Premios y distinciones
Premios Óscar
| Año  | Categoría                 | Película                       | Resultado |
| ---- | ------------------------- | ------------------------------ | --------- |
| 1976 | Mejor película extranjera | Actas de Marusia (México)      | Nominado  |
| 1983 | Mejor película extranjera | Alsino y el cóndor (Nicaragua) | Nominado  |

Festival Internacional de Cine de Cannes
| Año  | Categoría    | Película              | Resultado |
| ---- | ------------ | --------------------- | --------- |
| 1976 | Palma de Oro | Actas de Marusia      | Candidato |
| 1978 | Palma de Oro | El recurso del método | Candidato |

Festival Internacional de Cine de Berlín
| Año  | Categoría  | Película                | Resultado |
| ---- | ---------- | ----------------------- | --------- |
| 1970 | Oso de Oro | El Chacal de Nahueltoro | Candidato |
| 1980 | Oso de Oro | La viuda de Montiel     | Candidato |

Otros
| Premio           | Festival                                  | Año  | Película              |
| ---------------- | ----------------------------------------- | ---- | --------------------- |
| San Jorge de Oro | Festival Internacional de Cine de Moscú   | 1973 | La tierra prometida   |
| Ariel de Oro     | Premios Ariel                             | 1979 | El recurso del método |
| Kikito de Oro    | Festival Internacional de Cine de Gramado | 1995 | Los náufragos         |
| Colón de Oro     | Festival de Cine Iberoamericano de Huelva | 2005 | La última Luna        |
| San Jorge de Oro | Festival Internacional de Cine de Moscú   | 2005 | La última Luna        |

Centauro de Oro / Primer Festival Internacional de Cine de Durango / 2017 / Por trayectoria cinematográfica

## Historial electoral

### Elecciones municipales de 1992
- Elecciones municipales de 1992, para la alcaldía de Palmilla[21]

(Se consideran solo los candidatos que resultaron elegidos para el Concejo Municipal)
| Candidato                            | Pacto                          | Partido | Votos | %     | Resultado                          |
| ------------------------------------ | ------------------------------ | ------- | ----- | ----- | ---------------------------------- |
| Miguel Littin Cucumides              | Concertación por la Democracia | PS      | 1593  | 28,69 | Alcalde (2 años primer período)    |
| Gabriela Errázuriz Grez              | Participación y Progreso       | RN      | 967   | 17,42 | Alcaldesa (2 años segundo período) |
| Haroldo Medina Rojas                 | Participación y Progreso       | RN      | 925   | 16,66 |                                    |
| Juan León Tobar                      | Concertación por la Democracia | PR      | 485   | 8,74  | Concejal                           |
| Luis Morales Millacaris              | Concertación por la Democracia | PDC     | 423   | 7,62  |                                    |
| Hernán Berríos Balestra              | Participación y Progreso       | RN      | 249   | 4,48  | Concejal                           |
| Ruperto Del Carmen Martínez Contrera | Concertación por la Democracia | PDC     | 241   | 4,34  |                                    |
| Sergio Vildósola Henríquez           | Participación y Progreso       | RN      | 156   | 2,81  | Concejal                           |
| María Isabel Elgueta Durán           | Participación y Progreso       | ILD     | 136   | 2,45  |                                    |
| Jaime Castro Préndez                 | Concertación por la Democracia | PDC     | 125   | 2,25  |                                    |
| Carmen Carrillo Hormazábal           | Concertación por la Democracia | PPD     | 93    | 1,68  | Concejal                           |

### Elecciones municipales de 1996
- Elecciones municipales de 1996, para la alcaldía de Palmilla[22]

(Se consideran solo los candidatos que resultaron elegidos para el Concejo Municipal)
| Candidato                    | Pacto                                        | Partido | Votos | %     | Resultado |
| ---------------------------- | -------------------------------------------- | ------- | ----- | ----- | --------- |
| Juanita Fernández Fuenzalida | Unión por Chile                              | ILDRN   | 1333  | 22,89 | Concejal  |
| Miguel Littin Cucumides      | Concertación por la Democracia               | PS      | 1213  | 20,83 | Alcalde   |
| Juan León Tobar              | Concertación por la Democracia               | PRSD    | 817   | 14,03 | Concejal  |
| Luis Morales Millacaris      | Concertación por la Democracia               | PDC     | 767   | 13,17 | Concejal  |
| Nelson Cabrera Marambio      | Independientes Progresistas de Centro Centro | ILB     | 727   | 12,48 | Concejal  |
| Gonzalo Palma Calbucan       | Concertación por la Democracia               | PDC     | 210   | 3,61  |           |
| Hernán Berríos Balestra      | Unión por Chile                              | RN      | 194   | 3,33  | Concejal  |

### Elecciones de consejeros constituyentes de 2023
- Elecciones de consejeros constitucionales de 2023, para la Circunscripción 8 (Región de O'Higgins)[23]

| Candidato                  | Pacto               | Partido | Votos  | %     | Resultado |
| -------------------------- | ------------------- | ------- | ------ | ----- | --------- |
| Sebastián Figueroa Melo    | Partido Republicano | PRCh    | 84 123 | 15,28 | Consejero |
| Juan Sutil Servoin         | Chile Seguro        | IND-RN  | 75 605 | 13,73 |           |
| Miguel Littín Cucumides    | Unidad para Chile   | PS      | 62 136 | 11,29 | Consejero |
| Gabriel Domíguez Valdés    | Partido Republicano | PRCh    | 48 447 | 8,80  |           |
| Elisa Salas López          | Partido Republicano | PRCh    | 34 057 | 6,19  |           |
| Raisa Martínez Muñoz       | Unidad para Chile   | PCCh    | 33 171 | 6,03  |           |
| Daniel Olivares Vidal      | Unidad para Chile   | IND-CS  | 27 705 | 5,05  |           |
| Dominica Guzmán Arce       | Unidad para Chile   | FREVS   | 23 636 | 4,29  |           |
| Patricia Besa Tagle        | Partido Republicano | PRCh    | 22 733 | 4,13  |           |
| Bernardo Zapata Abarca     | Todo por Chile      | PDC     | 21 636 | 3,93  |           |
| María Ignacia Castro Rojas | Chile Seguro        | UDI     | 18 944 | 3,44  |           |
| Valentín Matus Martínez    | Chile Seguro        | UDI     | 16 687 | 3,03  |           |
| Carol Aros Seguel          | Partido de la Gente | PDG     | 15 155 | 2,75  |           |
| Pedro Marchant Villanueva  | Todo por Chile      | PR      | 13 081 | 2,38  |           |
| Marcia Barrera Cisternas   | Todo por Chile      | PDC     | 12 777 | 2,32  |           |
| Ivonne Mangelsdorff Galeb  | Chile Seguro        | RN      | 9325   | 1,69  | Consejera |